# Briege McKenna
Briege McKenna OSC (ur. w 1946 w hrabstwie Armagh) – irlandzka klaryska, charyzmatyczka, autorka książek religijnych.

## Życiorys
Siostra McKenna urodziła się w 1946 w Północnej Irlandii. Mając trzynaście lat, straciła matkę. W wieku 15 lat za zgodą ojca wstąpiła do klarysek w Newry. Pierwszą profesję złożyła 4 grudnia 1962. W 1964 zaczęła odczuwać pierwsze bóle, których powodem był reumatyczny artretyzm. Kilka miesięcy spędziła w szpitalu w Belfaście. Śluby wieczyste złożyła w Newry 22 sierpnia 1967. We wrześniu tego samego roku wyjechała do Stanów Zjednoczonych. Przebywała m.in. w Klasztorze St. Lawrence w Tampie, gdzie pracowała w przedszkolu. Choroba nasilała się do 1970. Podczas rekolekcji ekumenicznych w Orlando, jak sama podkreśliła w autobiograficznej książce, została w sposób cudowny uzdrowiona:

W 1964 roku zaczęłam odczuwać silne bóle stóp. Lekarz powiedział, że ból spowodowany jest płaskostopiem lub reumatyzmem. W 1965 roku chirurg-ortopeda stwierdził u mnie jednak reumatoidalne zapalenie stawów. (...) Lekarz powiedział, że nie ma dla mnie nadziei, że jestem skazana na wózek inwalidzki. (...) Spojrzałam w dół. Moje palce były wcześniej sztywne, choć nie tak zdeformowane jak stopy. Miałam też rany na łokciach. Teraz, gdy spojrzałam na siebie, ujrzałam giętkie palce, rany zniknęły; zobaczyłam też, że moje stopy, obute w sandały, nie są już zniekształcone. Podskoczyłam i zawołałam: „Boże! Ty jesteś tutaj!”

Jak sama wyznaje, w 1971 została obdarzona charyzmatem uzdrawiania, którym służy, podróżując po świecie. Kilkakrotnie przebywała w Polsce.

## Publikacje w języku polskim
- 1991 − Abyście wierzyli, Warszawa (wraz z Henrym Libersatem) ISBN 83-85040-35-8
- 2000 − Cuda się zdarzają!, Warszawa ISBN 83-7192-086-5
- 2002 − Moc sakramentów, Kraków ISBN 83-88683-97-7